# The Private Years
The Private Years es un álbum recopilatorio del músico griego  Yanni. Editado por el sello Private Music en 1999 se trata de un disco que selecciona canciones de cinco de sus álbumes para Private Music: Reflections of Passion, In Celebration of Life, Dare to Dream, In My Time y Yanni Live at the Acropolis.

## Temas
| #   | Tema                          | Duración |
| --- | ----------------------------- | -------- |
| 1.  | "In the Morning Light”        | 3:51     |
| 2.  | "One Man's Dream”             | 2:46     |
| 3.  | "Before I Go"                 | 4:33     |
| 4.  | "Enchantment"                 | 3:54     |
| 5.  | "The End of August"           | 4:52     |
| 6.  | "To Take...To Hold”           | 4:03     |
| 7.  | "In the Mirror"               | 4:05     |
| 8.  | "Whispers in the Dark"        | 4:54     |
| 9.  | "Only a Memory”               | 5:26     |
| 10. | "Until the Last Moment"       | 4:19     |
| 11. | "Until the Last Moment"       | 6:22     |
| 12. | "After the Sunrise"           | 4:39     |
| 13. | "The Mermaid”                 | 3:51     |
| 14. | "Quiet Man”                   | 4:36     |
| 15. | "Nostalgia”                   | 4:33     |
| 16. | "Almost a Whisper”            | 3:12     |
| 17. | "The Rain Must Fall”          | 4:39     |
| 18. | "Acroyali"                    | 5:07     |
| 19. | "Farewell"                    | 2:49     |
| 20. | "Swept Away"                  | 5:12     |
| 21. | "True Nature”                 | 4:32     |
| 22. | "Secret Vows"                 | 4:00     |
| 23. | "Flight of Fantasy"           | 5:45     |
| 24. | "A Word in Private”           | 3:47     |
| 25. | "First Touch"                 | 3:02     |
| 26. | "Reflections of Passion"      | 4:34     |
| 27. | "Santorini"                   | 4:35     |
| 28. | "Song for Antarctica”         | 4:24     |
| 29. | "Marching Season”             | 5:36     |
| 30. | "Walkabout”                   | 4:32     |
| 31. | "Keys to Imagination”         | 5:15     |
| 32. | "Looking Glass”               | 6:40     |
| 33. | "Someday”                     | 4:35     |
| 34. | "Within Attraction”           | 4:10     |
| 35. | "Standing in Motion"          | 5:22     |
| 36. | "Sand Dance"                  | 5:09     |
| 37. | "Santorini"                   | 6:57     |
| 38. | "Keys to Imagination”         | 7:34     |
| 39. | "Until the Last Moment"       | 6:37     |
| 40. | "The Rain Must Fall"          | 7:24     |
| 41. | "Acroyali/Standing in Motion” | 8:50     |
| 42. | "One Man's Dream"             | 3:35     |
| 43. | "Nostalgia"                   | 7:46     |
| 44. | "Swept Away"                  | 5:46     |
| 45. | "Reflections of Passion”      | 9:21     |
| 46. | "Once upon a Time”            | 3:53     |
| 47. | "A love for Life”             | 5:10     |
| 48. | "Nice to Meet You”            | 5:37     |
| 49. | "So Long My Friend”           | 3:50     |
| 50. | "You Only Live Once”          | 7:22     |
| 51. | "To the One Who Knows”        | 5:40     |
| 52. | "Face in the Photograph”      | 3:49     |
| 53. | "Felitsa"                     | 4:47     |
| 54. | "Desire"                      | 5:02     |
| 55. | "Aria"                        | 4:00     |
| 56. | "A Night to Remember”         | 5:48     |
| 57. | "In the Mirror"               | 4:07     |

## Personal
Todos los temas musicales presentes en este disco fueron compuestos por Yanni

## Músicos Participantes
- Charlie Adams – Batería
- Osama Afifi – Bajo
- Charlie Bisharat – Violín
- Karen Briggs – Violín
- Michael Bruno – Percusión
- Ric Fierabracci – Bajo
- Endre Granat – Violín
- Julie Homi – teclados
- Bradley Joseph – teclados
- Sachi McHenry – Chelo
- Mona Lisa – Vocal
- Shardad Rohani – conductor

## Producción
- Peter Baumann – Productor
- Charles Bellman – Masterización
- Chris Bellman – Masterización
- Richard Boukas – Administración
- Jeff Buswell – Técnico de Percusión/Bajo
- Dione Dirito – Publicidad
- Bryan Faris
- Peter Feldman – Gerente Organizador
- Lynn Goldsmith – Fotografía
- Bernie Grundman – Masterización
- Tom Hanlon – Gerente Organizador
- David "Gurn" Kaniski – Obra Artística, Coordinador de producción
- Curtis Kelly – Ingeniero del Monitor
- Jeff D. Klein – Dirección
- Diane Kramer – Corrección Numérica, Contador de Gira
- Tracy Kunstmann – Técnico de Sonido
- Peter Maher – Técnico de Teclado
- Kevin Mazur – Fotografía
- Tod Metz – Técnico de Luces
- Norman Moore – Obra Artística, Dirección Artística
- Andy Rose – Grabador
- Lee Rose– Director de Video
- Paul Serault – Mezclador de Monitor
- Jerry Steckling – Ingeniero
- Tom Sterling – Mezclador
- Gus Thomson – Supervisor de Luces
- Yanni – Productor, Ingeniero y Mezclador